# Onyx Grand Prix
Onyx Race Engineering var ett brittiskt racingstall som tävlade i formel 2, formel 3000 och formel 1 under 1980-talet och början av 1990-talet.

## Historik
Onyx tävlade i formel 2 1981-1984, formel 3000 1985-1988 och formel 1 säsongerna 1989 och 1990. 
1989 ägdes stallet av investmentbolaget Moneytron, men såldes året efter till den schweiziske affärsmannen och tidigare racerföraren Peter Monteverdi. Onyx gick i konkurs 1990.

## F1-säsonger
| Säsong | Tävlingsnamn                | Bil                         | Motor                    | Däck | Poäng | VM-plac. | Förare 1         | Förare 2 | Övriga förare    |
| ------ | --------------------------- | --------------------------- | ------------------------ | ---- | ----- | -------- | ---------------- | -------- | ---------------- |
| 1989   | Moneytron Onyx Formula One  | Onyx ORE-1                  | Ford Cosworth DFR 3.5 V8 | G    | 6     | 10:a     | Stefan Johansson | JJ Lehto | Bertrand Gachot  |
| 1990   | Moneytron Onyx Formula One  | Onyx ORE-1 Onyx ORE-2       | Ford Cosworth DFR 3.5 V8 | G    | 0     | 11:a     | Gregor Foitek    | JJ Lehto | Stefan Johansson |
| 1990   | Monteverdi Onyx Formula One | Onyx ORE-2 Monteverdi ORE-2 | Ford Cosworth DFR 3.5 V8 | G    | 0     | 11:a     | Gregor Foitek    | JJ Lehto |                  |